# Liste des codes suisses
Pour un article plus général, voir Liste de codes juridiques.
Cet article présente les codes de la législation suisse. Un code est une loi cohérente traitant l'ensemble d'une matière. 

## Principaux codes

### Code des obligations
Le Code des obligations (CO) ou code des obligations est un texte de loi faisant partie du droit privé suisse. C'est en fait le 5e livre du Code civil suisse.

### Code de procédure pénale
Le Code de procédure pénale suisse (CPP) est entré en vigueur le 1er janvier 2011.

## Notion
La notion de code en droit suisse peut être définie comme suit : 

« Un code est une loi au sens formel (i.e. une loi adoptée par le législateur ordinaire selon la procédure ordinaire) qui rassemble des règles de droit relatives à une matière en un corps rationnel et selon un plan systématique. En matière de droit suisse, le Code civil suisse et le Code des obligations forment une seule et même loi. Le législateur, faute de temps, a d'abord adopté la première partie en 1907 et la deuxième partie en 1911. Cette deuxième partie est en réalité une loi fédérale et également le cinquième livre du Code. Cette définition de la notion de Code, qui correspond à la conception de l'École du droit naturel, appelle les remarques suivantes :
1. Il ne s'agit pas seulement de compiler et d'harmoniser des textes, mais de formuler le droit sous forme de règles générales et abstraites;
2. Les règles de droit sont ordonnées selon un plan systématique, c'est-à-dire par matières;
3. Le code pris dans son ensemble constitue un système. Il permet d'induire des règles à partir de ses dispositions pour répondre à des questions que ses rédacteurs n'ont pas envisagées: «il y a plus d'esprit dans le code que le législateur n'en a mis». De fait, un jugement est rarement fondé sur un seul texte. Il repose plutôt sur une combinaison de textes qui ne donnaient pas la solution, mais ont permis d'y aboutir;
4. L'ensemble est rationnel. Les règles se déduisent de principes, et ont une justification logique. C'est «la revanche de la raison sur l'histoire». Les rédacteurs d'un code profitent de l'occasion pour supprimer les règles qui n'ont plus de raison d'être, et qui reposent sur des «préjugés». Une codification est également l'occasion de refondre un domaine du droit. »

— Introduction générale au droit suisse, p. 127